# 龙飞虎
龙飞虎（1915年—1999年），中国人民解放军将领、中国人民解放军开国少将。
曾任中国人民解放军福建军区后勤部部长。1955年，授予中国人民解放军少将。